# Dolenje, Domžale
Dolenje este o localitate din comuna Domžale, Slovenia, cu o populație de 43 de locuitori.